# Коррупция на Украине
Коррупция является существенной проблемой Украины. В 2024 году в Индексе восприятия коррупции международной организации Transparency International Украина заняла 105-е место из 180 исследованных стран. Ещё в 2012 году Украина занимала 144-е место (из 174 стран, исследованных на протяжении года). Международная аудиторская компания Ernst & Young в 2012 году поставила Украину в тройку наиболее коррумпированных стран мира вместе с Колумбией и Бразилией.
Дипломатическая служба Соединённых Штатов Америки описывала Украину времён президентства Леонида Кучмы и Виктора Ющенко как клептократию, как это следует из утечки Wikileaks.
За время с 2014 года коррупция на Украине возрастала. В апреле 2017 года международная аудиторская компания EY поставила Украину на первое место в мире по уровню коррупции среди 41 исследуемых стран (в том числе стран Африки).

## Общая характеристика
По мнению вице-президента Академии экономических наук Украины профессора Н. Г. Белопольского, которое он высказал в 2007 году, склонность к воровству и коррупции превратились в основную идеологию украинского социума, которая охватывает все слои населения без исключения. Именно благодаря им Украина уверенно занимает лидирующие позиции в мировых рейтингах по уровню коррумпированности, а ущерб государственному бюджету от этих явлений исчисляется в десятках миллиардов гривен. Помимо причинения прямых финансовых потерь, украинская коррупция также является причиной того, что зарубежные инвесторы крайне неохотно вкладывают свои капиталы в экономику страны. Сумма взяток для нормального функционирования бизнес-проектов на Украине обычно сопоставима с объёмами вложенных средств, чиновничий аппарат всесилен и безнаказан и даже высшие эшелоны власти не способны обуздать этот произвол.
Расцвету коррупции на постсоветской Украине способствовали процессы формирования авторитарно-олигархической власти, лидеры которой ведут своё прошлое из рядов партийной номенклатуры времён СССР. Отмечается, что все пять украинских президентов (до Петра Порошенко включительно) не сделали ничего для того, чтобы Украина стала развитым и самодостаточным европейским государством. Мотивом их действий была только жажда власти, тяга к стяжательству и подобострастие перед сильными мира сего. В результате этого страна стала территорией, где процветает коррупция, преступность и проституция, а в обществе утвердились правовой нигилизм, цинизм и вульгарность.
Некоторые исследовательские работы указывают, что в наиболее коррумпированных странах наблюдается явная корреляция между уровнем коррупционной активности и возрастанием объёмов нелегального вывоза людей, который накладывается на процессы добровольной эмиграции из страны. Согласно докладу Transparency International 2010 года, Украина, наряду с такими странами как Нигерия, Россия и Филиппины, занимает место одного из ведущих поставщиков «живого товара» (в основном — женщин и детей) на международные рынки. При этом сращивание преступных группировок и коррумпированных правительственных кругов позволяет получать колоссальные прибыли и осуществлять нелегальную транспортировку людей для эксплуатации в международной секс-индустрии.
Однако, в отличие от традиционной коррупционной модели, которая объединяет криминальные и политические круги, на Украине сформировалась своя особенная схема коррупции в виде триединства капитала, криминала и политики. В 2017 году не менее 50 % открытых уголовных дел было связано со взяточничеством, что является разительным контрастом с периодом середины 1980-х годов, когда число таких случаев было не более 33 %, что может свидетельствовать либо о росте коррупции, либо о недостаточной борьбе с коррупцией в поздней УССР (см. коррупция в СССР). Нередко отмечается[кем?], что проблема всеобщей коррумпированности на Украине настолько серьёзна, что она не только препятствует привлечению в страну инвестиций, но уже является угрозой для целостности правительства.

## Коррупция в массовом сознании
К 2015 году в украинском социуме утвердился стереотип, что произошла латиноамериканизация всего государства, которое находится под властью коррумпированной клептократии. Однако известный экономист и бывший заместитель министра финансов О. Гаврилишин, оперируя в своём исследовании данными Transparency International, указывает, что уровень коррупции на Украине может быть значительно выше, чем в Латинской Америке. По его расчётам коррупция на Украине скорее соответствует показателям стран Тропической Африки, из которых наиболее близко соответствующими Украине являются данные по коррупции в Уганде. По мнению О. Гаврилишина, именно с этим можно связать появление таких устойчивых выражений, как «угандизация Украины» и «Укрганда».
В 2015 году, по свидетельству украинских иммигрантов в Бельгии всепроникающая коррупция делает повседневную жизнь рядовых обывателей на их родине невыносимой и подхлёстывает неуклонно возрастающую эмиграцию из страны. Коррупция на Украине фактически приобрела статус социокультурного артефакта и стала неотъемлемой частью ежедневной деловой активности в любой сфере деятельности. Кроме этого изучение общественного отношения к коррупции показало, что граждане Украины предпочитают преподносить себя как невинных жертв вымогательства, и эта модель поведения очень характерна для всего населения в целом. В то же самое время было обнаружено, что не менее 61 % украинских граждан не откажутся от искушения принять взятку, если бы они сами занимали низкооплачиваемую должность чиновника. Несмотря на то, что большинство украинцев осуждают взяточничество, довольно большое их количество также отвергает и веберианскую модель отношения к нему (ни подарков, ни протекции)

## Коррупционные отрасли
Взятки даются для того, чтобы получать публичные услуги в конкретный момент или на постоянной основе. Украинцы утверждают, что они дают взятки, потому что думают, что это нормально и ожидаемо. Некоторые из крупнейших взяток оценивались более чем в 1 млн долларов США. Социологический опрос Management Systems International (MSI) за 2008 год показал, что наиболее высокие уровни коррупции наблюдались в техосмотре (57,5 %), милиции (54,2 %), здравоохранении (54 %), судах (49 %) и высшем образовании (43,6 %). 8 июня 2011 года Президент Украины Виктор Янукович заявил, что коррупция лишает государственный бюджет 2,5 млрд $ доходов в год, и из-за коррупционных сделок в отрасли государственных закупок от 10 % до 15 % (7,4 млрд $) бюджетных средств оседают в карманах чиновников.
Согласно данным Агентства Соединённых Штатов по международному развитию (USAID), основными причинами коррупции на Украине являются слабая система правосудия и излишне контролирующее непрозрачное правительство в сочетании с бизнес-политическими связями и слабым гражданским обществом. Коррупция регулярно обсуждается в украинских СМИ.

### Индивидуальное отношение к коррупции
Крупнейшие получатели взяток — полиция, здравоохранение и система образования. В конце 2000-х и в начале 2010-х годов приблизительно 67 % украинцев, которые имели дело с правительственными учреждениями, сказали, что они были непосредственно вовлечены в коррупционные сделки. Во время опроса 2010 года, 30—49,9 % респондентов признались, что платили взятку поставщикам публичных услуг на протяжении прошлого года; при проведении подобного исследования в 2007 году, 18—32 % респондентов признались, что платили взятку. Аналогичный показатель для Великобритании в 2011 году составлял 1,9 %. Однако, в другом опросе в конце 2008 года, только 21 % ответили, что они или члены их семьи платили взятку в любой форме в предыдущие 12 месяцев; сопоставимые показатели для США и Великобритании были 2 % и 3 % соответственно. В опросе института рыночных исследований GfK, проведённом в летом 2001 года, 43 % заявили, что они никогда лично не давали взятку.
В 2013 году 74 % не сообщали о личных случаях коррупции; 24 % боялись последствий, 63 % считали, что это не имеет никакого значения.
В социологическом исследовании «СГ „Рейтинг“» в ноябре 2016 года от 20 до 40 % населения Украины были так или иначе задействованы в коррупционную деятельность в разных сегментах экономической, социальной или общественной жизни.

### Политическая коррупция
На протяжении многих лет после провозглашения независимости Украины была широко распространена фальсификация выборов, в основном, за счёт использования «административного ресурса». С другой стороны, согласно мнению Тараса Кузьо, фальсификация выборов на Украине не может превышать пяти процентов общего числа голосов. Прямые фальсификации голосов уменьшились после президентских выборов 2004 года. После второго тура выборов Верховный суд Украины постановил, что в связи с масштабом фальсификаций стало невозможно установить результаты выборов и назначил повторное голосование.
С тех пор политики продолжают заявлять, что на Украине не пропали фальсификации выборов и административные хитрости с целью получить больше голосов для определённой партии.
В 2006 году ряд западных исследователей указывали как один из острых недостатков Верховной рады высокий уровень коррупции. По их мнению Верховная рада Украины приобрела печальную известность лоббированием бизнес-интересов самых различных сил, которые сознательно мешают выработке законодательства, способствующего прояснению процедур экономического управления.
Украинский электорат остаётся весьма скептически настроенным относительно честности избирательного процесса (данные на 2010 год). С точки зрения экспертного сообщества сама избирательная система Украины интересна тем, что она даёт возможность половине кандидатов в депутаты попадать в Верховную раду благодаря пропорциональному представительству и только половина избирается по одномандатным округам. Помимо этого, такая система предоставляет много возможностей для, так называемой, «кражи голосов», например, с помощью специальных избирательных участков. В 2005 году с помощью анализа данных по 30 000 украинским избирательным округам было установлено, что на выборах 2002 года результаты были непропорционально высоки для партии власти и непропорционально низки для оппозиции именно благодаря вкладу специальных избирательных участков.
Дипломатическая служба США заключила, что по крайней мере несколько украинских государственных предприятий были нечестно приватизированы в пользу политических друзей. На региональном уровне коррупция была также замечена в связи с выделением земли.
Украинские политики регулярно обвиняют друг друга в коррупции, заявляя, что борются с коррупцией только они сами. В начале 2012 года народный депутат Роман Забзалюк «экспериментально» вступил в парламентскую фракцию «Реформы ради будущего». После этого он утверждал, что эта фракция покупает своих членов за 500 000 $, которые оплачиваются за переход из других парламентских групп, а потом платит им ежемесячную зарплату в 20 000—25 000 $. Забзалюк сделал вид, что он страдает очень серьёзным заболеванием, и в группе «Реформы ради будущего» дали ему около 100 000 $ на операцию в Израиле.
Украинский политолог Кость Бондаренко утверждает, что до 2010 года в украинской политике существовало неписаное правило: никакие обвинения не предъявляются членам предыдущего правительства, и их преемникам не придётся беспокоиться о том, что может принести будущее; однако, в 2010 и 2011 годах «были возбуждены уголовные дела против 78 членов бывшего правительства и более 500 уголовных дел в отношении действующих должностных лиц». Тем не менее, с 2010 года украинская пресса привела тысячи примеров уголовных дел, в которых оказалось беспрецедентное снисхождение к государственным должностным лицам, а также политикам и бизнесменам, связанных с Партией регионов.
Министр внутренних дел Виталий Захарченко заявил в марте 2012 года, что с 2010 года около четырём сотням политиков были предъявлены уголовные обвинения в связях с коррупцией; большинство из них принадлежат к Партии регионов, Блоку Юлии Тимошенко и Нашей Украине — Народной самообороне. Непонятно, сколько из этих обвинений были доведены до суда.
Украинские СМИ, в частности «Украинская правда», регулярно обнародуют жизнь украинских политиков и публичных должностных лиц — миллионеров, совершенно несоответствующее их задекларированным официальным доходам.
В январе 2022 года после начала антикоррупционной кампании подал в отставку заместитель министра обороны Украины Вячеслав Шаповалов.
24 января 2023 года агентство Reuters сообщило об отставке ряда высокопоставленных чиновников. По заявлению украинской администрации, перестановки должны показать, что президент Зеленский находится в согласии с общественным мнением после недавних обвинений в коррупции в адрес украинских чиновников. В отставку ушли заместитель генерального прокурора Алексей Симоненко, заместитель главы офиса президента Кирилла Тимошенко и заместитель министра обороны Вячеслав Шаповалов. СМИ критиковали Симоненко за Новый год, проведённый с семьёй в Марбелье, а Тимошенко — за вождение спортивных автомобилей в военное время. Шаповалов подал в отставку после обвинений в закупке продуктов по завышенным ценам, прозвучавшим в адрес Министерства обороны Украины. Относительно Шаповалова в СМИ ранее появились сообщения, что он руководил закупкой военного продовольствия по завышенным ценам у малоизвестной организации.

#### Местная политика
Несколько городских глав подозревались в использовании своих должностей в собственных бизнес-интересах.
Экс-городской голова Черкасс Сергей Одарыч подозревался в растрате 600 000 ₴ из местного бюджета.

### Коррупция в оборонном секторе
По мнению экспертов шведского военно-аналитического центра FOI коррупция является всепроникающим явлением в оборонных организациях Украины. Она присутствует в сфере военных закупок, распределения жилья, набора персонала, и даже при постановке боевых задач, что не только затрудняет военным ведомствам выполнение своих непосредственных обязанностей, но и существенно подрывает уровень общественного доверия к ним со стороны населения. Несмотря на ряд предпринятых мер, таких как, например, учреждение Национального антикоррупционного бюро Украины, они определённо представляются недостаточными. К примеру, по оценке международной организации Transparency International институциональная функциональность антикоррупционного бюро оставляет его «недееспособным и неэффективным». Законы о люстрации, вступившие в силу в октябре 2015 года, широко критикуются в связи с их избирательностью и возможностью использовать не по назначению.
Аналогичное мнение было высказано на страницах обзорного отчёта американской корпорации RAND. По заключению американских аналитиков, вездесущая коррупция сильно затрудняют проведение каких-либо реформ в оборонной сфере, а влияние олигархов и слабость госструктур способствует возникновению «неписаных правил», которые, действуя параллельно с законом, гарантируют использование правительственных институтов для личного обогащения.

### Коррупция в судебной системе
По мнению аналитиков американского Центра стратегических и международных исследований коррупция в украинской судебной системе представляет собой особенно сложную проблему. По их заключению украинские суды открыты к откровенной торговле нужными решениями, которые принимаются в угоду тому, кто больше за них заплатит. Всё судопроизводство пропитано взяточничеством, а сами украинские законы безобразно написаны и нередко противоречат друг другу, что позволяет их интерпретировать как угодно.
Украинские политики и аналитики описывают состояние судебной системы Украины как крайне неудовлетворительное и указывают на политическое давление и взяточничество среди судей. Независимые юристы и правозащитники жалуются на то, что украинские судьи регулярно принимают решения под давлением и небрежно. В годы правления Виктора Ющенко, судебная система Украины широко рассматривалась как коррумпированная. Опрос Министерства юстиции Украины в 2009 году показал, что только 10 % респондентов доверяют системе правосудия. Менее 30 % считают, что в суде возможно получить справедливое рассмотрение.
Хотя независимость судебной власти в принципе существует, судебная и политическая власть недостаточно разделены на практике. Судьи поддаются давлению со стороны политических и бизнес-интересов.
В августе 2014 года в статье «Украинской правды» утверждалось, что судьи получают взятки («от нескольких до многих тысяч долларов»), которые намного выше их зарплаты (приблизительно 915 $). Украинские судьи иногда арестовываются при получении взятки.
Критики также жалуются, что чиновники и их дети (последние известны как «мажоры») получают более мягкие приговоры в сравнении с обычными гражданами.
Президент Украины Владимир Зеленский подписал закон о ликвидации Киевского окружного административного суда, который украинские антикоррупционные органы сравнили с преступной организацией и председатель которого попал под санкции США 9 декабря 2022 года. Госдепартамент США заявил, что санкции против Павла Вовка введены за вымогательство взяток. Национальное антикоррупционное бюро Украины (НАБУ) сообщило, что 17 июня 2022 года Вовку и двум его заместителям были предъявлены обвинения в коррупции.

### Коррупция в сфере высшего образования
Высшее образование на Украине страдает из-за взяточничества. 33 % опрошенных студентов утверждали, что они столкнулись с коррупцией в своем учебном заведении, 29 % слышали о случаях коррупции от других студентов, в то время как 38 % не сталкивались с коррупцией. Согласно исследованию Transparency International, проведённого в 2008 году, 47,3 % студентов вузов заявили, что от них требовали взятки; из них 29 % добровольно заплатили взятку. Студенты (аспиранты) могут «купить» поступление в вуз, результаты экзамена, прохождение докторской или кандидатской диссертации.
Взятки варьируются от 10 $ до 50 $ за экзамен до нескольких тысяч за поступление в университет. Согласно данным правительственных источников, взятки варьируются в пределах от 80 $ до 21 500 $. Зарплаты учителей и преподавателей на Украине низкие в сравнении с другими профессиями; это может приводить к соблазну требовать взятки.
Отдельные чиновники были уличены в подделке документов о высшем образовании.
По оценке профессора О. Базалука украинское образование превратилось в фикцию, украинские дипломы о среднем и высшем образовании не соответствуют мировому уровню, а большинству выпускников не удаётся обрести даже элементарных знаний и навыков. Из-за коррупции и неэффективной государственной политики в системе образования украинское общество начало демонстрировать черты, которые раньше не были заметны: агрессивность, грубость, нетерпимость, безразличие к окружающим и т. п.

### Коррупция в бизнесе
Компании сталкиваются с коррупцией, главным образом, в бизнес-лицензировании, налогообложении и на таможне. Организация экономического сотрудничества и развития высказалась, что коррупция является «существенной преградой» для ведения бизнеса на Украине.
Исследования, проведённые Ernst & Young в 2011 и 2012 годах, показали, что число топ-менеджеров, которые берут взятки, увеличилось на 9 % в 2011 году и на 15 % в 2012 году. Ещё 4 % были готовы платить взятки для того, чтобы скрыть информацию о результатах своей финансовой деятельности.
Подсчитывалось, что «коррупция заставила бизнес уходить в тень, где мы имеем 45 % экономики».
Представитель одной из британских компаний утверждал, что неукраинские компании часто теряют контакты, если они не платят взятки (откаты).

### Коррупция в системе социального обеспечения
В 2010 году Президент Украины Виктор Янукович сообщил, что только около 23 % монетизированных социальных услуг поступают тем, кому они действительно нужны. Украинские СМИ обнаружили много историй вроде незаконного получения народными депутатами чернобыльских и военных социальных льгот.

### Коррупция в здравоохранении
Несмотря на то, что медицинское обслуживание в государственных больницах теоретически бесплатное для украинцев, практика оплаты пациентами лечения получила широкое распространение.
В целом коррупция в украинском здравоохранении характеризуется не столько мелкими взятками, сколько более опасными коррупционными проявлениями, такими как:
- создание мнимого «дефицита» в вопросах оказания медицинской помощи, когда нуждающиеся в ней лица вынуждены ожидать месяцами, а за определённую плату она оказывается немедленно. При этом сама оплата не гарантирует должное качество услуг;
- постепенная коммерциализация медицинских учреждений, персонал которых состоит не из квалифицированных врачей, а из «коммерсантов от медицины».

Асоциальность коррупции в медицине становится опасностью особого рода, так как она негативно сказывается на самой сущности общественных отношений, культивируя в социуме отчаяние, разочарование и безнадёжность. Такая модель коррупционной деятельности воспринимается населением наиболее болезненно потому, что в общественном сознании профессия лечащего доктора ассоциируется с высокими морально-этическими стандартами: самоотверженностью, бескорыстием, служением людям и т. п. Вид особой кощунственности в этом отношении приобретают медицинские услуги, связанные с риском для жизни пациента, когда у него нет возможности отказаться от неприемлемого в других обстоятельствах предложения медперсонала. В связи с этой моделью работы особо мрачную репутацию на Украине имеют родильные дома, наркологические диспансеры и онкологические заведения. Несмотря на то, что отдельные украинские медработники попадаются на вымогательстве и оказываются под следствием, на системном уровне ситуация с поборами в украинской медицине остаётся неизменной.
В июне 2012 года правозащитные группы обвинили должностных лиц Министерства здравоохранения Украины в хищении денег, которые должны быть использованы для лечения больных СПИДом: лекарства против СПИДа закупались по чрезвычайно завышенным ценам, за что впоследствии получались откаты.
В 2016 году Министерство здравоохранения Украины запустило программу аутсорсинга закупок по импорту некоторых медикаментов. Согласно программе, Минздрав передал закупки британскому агентству Crown Agents и нескольким подразделениям ООН. Количество поставщиков лекарств было увеличено примерно в 10 раз. В результате, по данным на декабрь 2016 года, расходы снизились на 38 % по сравнению с предыдущим годом.
По оценкам Украины, в июне 2022 она получала от 4 000 до 4 500 тонн гуманитарной помощи в день. По оценкам экспертов медицинская помощь особенно уязвима для коррупции из-за её высокой стоимости и трудностях с определением масштаба проблемы. The Telegraph привёл оценку волонтёра с опытом работы в системе здравоохранения Украины: «Девяносто девять процентов больниц в Украине полностью коррумпированы, даже во время войны». Со слов женщины ей пришлось уволиться с позиции детского невролога, потому что больше не могла мириться с тем, что ей приходится брать взятки.

### Коррупция и секс-индустрия
Согласно докладу ECPAT 2015 года, вездесущая коррупция заложила на Украине прочный фундамент для формирования обширного рынка сексуальных услуг, в том числе с участием несовершеннолетних. В его появлении сыграл существенную роль также ряд других факторов, которые привлекают иностранных секс-туристов на Украину, а именно: низкий уровень жизни, пренебрежение детьми, репутация страны с красивыми и легкодоступными женщинами, огромный разрыв в экономическом развитии между Украиной и родными для туристов странами, отсутствие визового режима для многих стран, географическое расположение в Европе, низкие цены на алкоголь, репутация коррумпированной системы управления и уверенность в возможности избежать наказания. Всё это послужило стимулом для развития системы сексуальной эксплуатации детей в интересах приезжающих иностранцев. Ресурсом для неё выступают те слои украинского населения, которые живут ниже черты бедности. Из семей с одним ребёнком таковых 26 % (4,4 миллиона), а из семей с двумя детьми таковых 39 % (6,6 миллионов)(согласно Государственной службе статистики Украины от 2010 года).
Инфраструктура секс-туризма наиболее развита в крупных городах Украины таких как Киев, Одесса, Харьков, Донецк, Днепропетровск, а также в курортной зоне, особенно в Ялте и других городах на побережье Крыма.
Общее количество несовершеннолетних украинцев, которые оказывают секс-услуги достигает 15 000 человек. Огромный разрыв в доходах даёт возможность любому иностранцу легко впечатлить любого уличного ребёнка, воплотив его желания пообедать в ресторане или купить дорогие предметы личного гардероба. Для многих украинских детей оплаченный иностранцем в ресторане обед может быть единственным приёмом пищи за весь день. Безусловно, в этом отношении вступление в половую связь является следствием плохого материального положения или пренебрежения моральными ценностями. Однако экспертное сообщество полагает, что главными причинами для широкого распространения сексуальной эксплуатации детей на Украине является коррупция, беззаконие и возможность легко уйти от уголовного преследования. Те иностранцы, кто не рискует в своих родных странах вступать в противозаконные связи с подростками полагают, что на Украине закон не выполняется и опасаться нечего. Даже будучи пойманным с поличным они всегда имеют возможность откупиться от правоохранительных органов. Более того, исследователи этой сферы отмечают, что украинские силовики сами часто принимают участие в сексуальной эксплуатации детей, выступая в роли клиентов или получателей дохода.

### Коррупция в футболе
Коррупция является одной из самых серьёзных проблем в украинском футболе.
В украинском футболе были замечены следующие разновидности коррупции среди которых подкуп судей и подделка паспортных данных. Существует также коррупция на уровне детского футбола, которая приводит к уменьшению конкурентоспособности в футболе. Однако это не является особенностью лишь на Украине.

## Стоимость для общества
Transparency International считает, что от 30 до 50 % всех украинцев столкнулись с коррупцией в государственных органах. По оценкам по состоянию на 2009 год, украинцы платили примерно 3,5 млрд грн. (400 млн. $) взяток в год. В 2008 году эта цифра составляла 700 млн $.

## Коррумпированность — социологические данные
Согласно исследованиям, представители бизнеса, которые сталкивались с коррупцией, определили коррумпированными следующие государственные органы:
- налоговая служба (25 %);
- Госгеокадастр[укр.] (7,1 %);
- Госавтоинспекция (5,1 %);
- таможня[укр.] (4 %);
- Министерство внутренних дел (4 %);
- областные администрации[укр.] (3,7 %);
- прокуратура (3,3 %);
- милиция (3,2 %);
- санитарно-эпидемиологическая служба[укр.] (2,9 %);
- Государственная регистрационная служба[укр.] (2,8 %);
- суды (2,8 %);
- ГСЧС (2,5 %);
- медицинские учреждения[укр.] (1,7 %);
- Государственная архитектурно-строительная инспекция[укр.] (1,6 %);
- горисполкомы (1,4 %).

Чаще всего взятку требовали при проверке предприятий налоговой службой, пожарной службой и во время операций с НДС. Кроме этого, опрошенные жаловались на принуждение к даче взятки или оплату без квитанции лишних услуг при взаимодействии не только с налоговой, но и с министерством внутренних дел. Как показало исследование, больше всего на оформлении документации наживаются работники Госгеокадастра, Государственной автоинспекции и областных администраций.

## Борьба с коррупцией
Для борьбы с коррупцией на государственном уровне в разное время были созданы:
- Центр противодействия коррупции (Украина) (ЦПК).
- Государственное бюро расследований — специализированное следственное агентство, ведущее следствие в отношении правоохранителей, судей и других чиновников. Создано в 2018 году.
- Специализированная антикоррупционная прокуратура Украины— специализированная независимая прокуратура, ведущая дела, курируемые НАБУ. Создано в 2015 году.
- Высший антикоррупционный суд Украины — специализированный суд первой и апелляционной инстанций, ведущий дела, курируемые НАБУ. Работает с 2019 года.
- Национальное агентство по предотвращению коррупции — национальное антикоррупционное агентство Правительства Украины, ответственное за формирование и внедрение антикоррупционных мер, обеспечивает формирование и реализует государственную антикоррупционную политику. Создано в 2015 году.
- Национальное антикоррупционное бюро Украины — Бюро занимается противодействием коррупционным и другим уголовным правонарушениям, совершенным высшими должностными лицами и представляющим угрозу национальной безопасности. Бюро расследует коррупционные дела, к которым причастны госслужащие категории «А».
- Правительственный уполномоченный по вопросам антикоррупционной политики[укр.].
- Единый государственный реестр лиц, совершивших коррупционные или связанные с коррупцией правонарушения[укр.].

После отстранения Виктора Януковича новый Президент Украины Петр Порошенко и правительство Арсения Яценюка под давлением общественности начали проводить новые антикоррупционные реформы.
Был принят Закон «О восстановлении доверия к судебной власти в Украине», направленный на реформирование судебной системы; Антикоррупционная стратегия на 2014—2017 годы ; Закон об определении конечных выгодополучателей юридических лиц и публичных деятелей; созданы новые органы — Национальное агентство по предупреждению коррупции(НАПК), Национальное антикоррупционное бюро Украины (НАБУ). Начало развиваться «электронное управление государством», в том числе с помощью портала «Дiя» (портал государственных услуг).
Эффективным средством борьбы с коррупцией считается дерегуляция, ведь она приводит к сокращению «коррупциогенных» функций государства . В этом направлении предпринимаются шаги (утвержден план мероприятий по дерегуляции хозяйственной деятельности и упрощению регуляторной базы; отменены некоторые лицензии, сертификаты, разрешения) .
Борьба с коррупцией воспринимается как важный фактор сопротивления российской агрессии . Посол США в Украине Джеффри Пайетт выразил мнение, что «Коррупция на самом высоком уровне представляет для Украины большую угрозу, чем российские танки».

### На английском языке
- Anders Åslund and Marek Dąbrowski[англ.] (Eds.). Europe after Enlargement. — Cambridge University Press, 2007. — ISBN 978-0-521-87286-7.
- Adrian Karatnycky, Alexander Motyl and Amanda Schnetzer (Eds.). Nations in Transit 2000–2001. — Transaction Publishers[англ.], 2001. — ISBN 978-0-7658-0897-4.
- Margareta Drzeniek Hanouz and Thierry Geiger. The Ukraine Competitiveness Report 2008. — World Economic Forum, 2008. — ISBN 978-92-95044-05-0.

### На русском языке
- Новак Б. В. Взятка и откат. — СПб.: Издательский дом «Питер», 2013. — ISBN 9785911809416.

### На украинском языке
- Автор. кол.; В. В. Василевич, Т. Е. Василевська, В. Ф. Нестерович, Е. В. Расюк, А. В. Савченко, В. Л. Федоренко (кер.) та ін. Державна антикорупційна політика і запобігання та протидія корупції на публічній службі в органах державної влади і органах місцевого самоврядування: монографія / за ред. проф. Ю. В. Ковбасюка і проф. В. Л. Федоренка. — Киев: Видавництво Ліра-К, 2016. — 524 с.
- Владленова І. В. Корупція в Україні та досвід Польщі: філософське-політичне підґрунття проблеми // НЮаУ ім. Ярослава Мудрого. — 2017. — № 33. — С. 7—15.
- Дрьомов С. В. Корупція в Україні: причини поширення та механізми протидії. Зелена книга державної політики: монографія. — Киев: Видавничий центр НУБіП України, 2011.
- Жданов І. Корупція в Україні: спроба аналізу. — Львів: Часопис «Ї», 2002.
- Журавський В. С., Михальченко М. І., Михальченко О. М. Корупція в Україні — не політика. — Фенікс, 2007.
- Зеленецький В., Кальман О. Корупція в Україні та організаційно-правові основи боротьби з нею. — Право України, 2001. — № 4. — С. 13—17.
- Камлик М. І., Невмержицький Є. В. Корупція в Україні. — Киев: Знання, КОО, 1998.
- Костенко О. М. Корупція кризового типу: поняття і шляхи протидії. — Боротьба з організованою злочинністю і корупцією (теорія і практика), 2008. — № 18. — С. 136—141.
- Мельник М. І. Кримінологічні та кримінально-правові проблеми протидії корупції. — Киев: Дисертація на здобуття наукового ступеня доктора юридичних наук, 2002. — С. 233.
- Михальченко М. І., Михальченко О. М., Невмержицький Є. В. Корупція в Україні: політико-філософський аналіз. — ІПіЕНД ім І. Ф. Кураса НАН України, 2010.
- Національне дослідження стану корупції у сфері регуляторної політики: отримання документів дозвільного характеру на будівництво та операції з землею. Звіт за результатами соціологічного дослідження. — Киев: [б. в.], 2008.
- Невмержицький Є. В. Корупція в Україні: причини, наслідки, механізми протидії. — КНТ, 2008.
- Серьогін С. С. Механізми попередження та протидії корупції в органах публічної влади. — Хмельницький: Університетські наукові записки, 2009. — № 4. — С. 284—289.